# Norwegische Küche

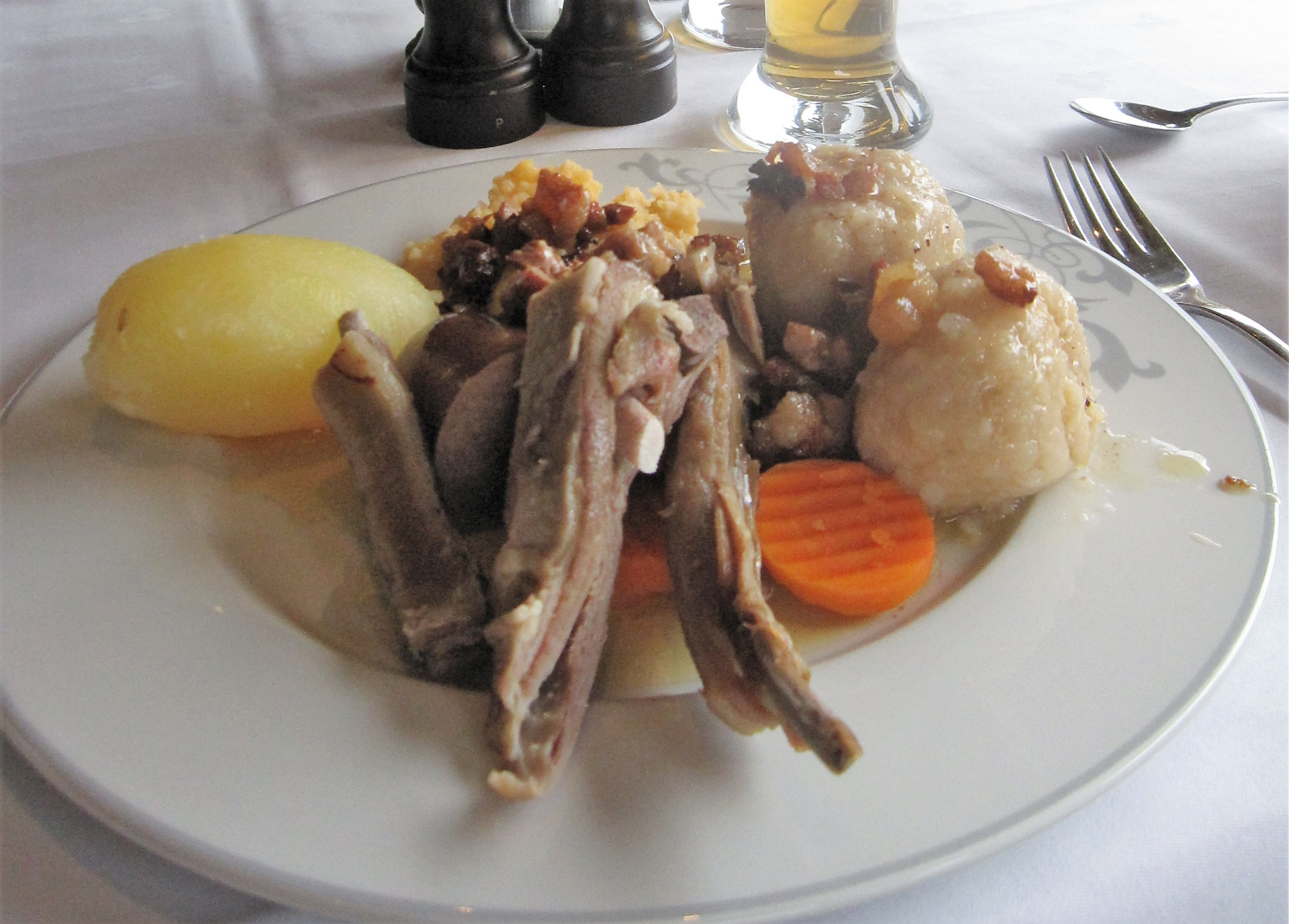
Pinnekjøtt (gepökelte Lammrippen) mit kålrabistappe (Rübenmus), gekochter Kartoffel, Kartoffelklößen und Speck

Die norwegische Küche ist traditionell einfach und unkompliziert und durch die Hausmannskost der Fischer und Bauern und den von ihnen produzierten Rohwaren geprägt. Fisch und Milchprodukte waren lange Zeit die Basis dieser Küche, ergänzt durch Brot und Getreidebrei und Fleischsorten wie Lamm, Ziege und Wild.

## Allgemeines
Die norwegische Küche ist stark durch das skandinavische Klima mit kurzen Sommern und langen Wintern geprägt. Auf Grund des Klimas war die Konservierung von Lebensmitteln früher sehr wichtig, um die Versorgung während der Wintermonate zu gewährleisten. Viele Nahrungsmittel wurden daher geräuchert, gesalzen, eingelegt oder getrocknet.
Das moderne norwegische Frühstück ist sehr reichhaltig und entspricht eher dem englischen als dem kontinentalen Frühstück. Das Mittagessen (lunsj, trad. formiddagsmat) ist dagegen eher ein Imbiss und oft kalt. Das Abendessen (middag) wird bereits zwischen 17 und 18 Uhr eingenommen und ist die warme Hauptmahlzeit des Tages. Teilweise folgt noch ein Imbiss gegen 21 Uhr (aftensmat oder kveldsmat), der auch aus Kaffee und Kuchen bestehen kann.

## Getreide
Getreideanbau ist nur im Süden des Landes möglich und auch dort gedeihen nur Hafer und Gerste. Diese Sorten eignen sich nicht für die Herstellung von Hefebrot, so dass für Norwegen das hart getrocknete Fladenbrot Flatbrød, beispielsweise die Hardangerlefse, typisch ist, vergleichbar dem Knäckebrot. Es hat den Vorteil, lange haltbar zu sein.
Das weiche Fladenbrot heißt Lefse, bei dem dem Teig Kartoffeln zugesetzt werden. Heute sind die beliebtesten Brote in den Bäckereien kneippbrød, benannt nach Sebastian Kneipp, und franskbrød, helles „französisches Brot“.
Goro ist ein Gebäck zur Weihnachtszeit, das mit speziellen Waffeleisen gebacken wird. Kransekake besteht aus übereinander geschichteten Ringen. Skolebrød ist ein mit Vanillepudding gefülltes Hefeteiggebäck. Svele ähneln deutschen Eierkuchen.

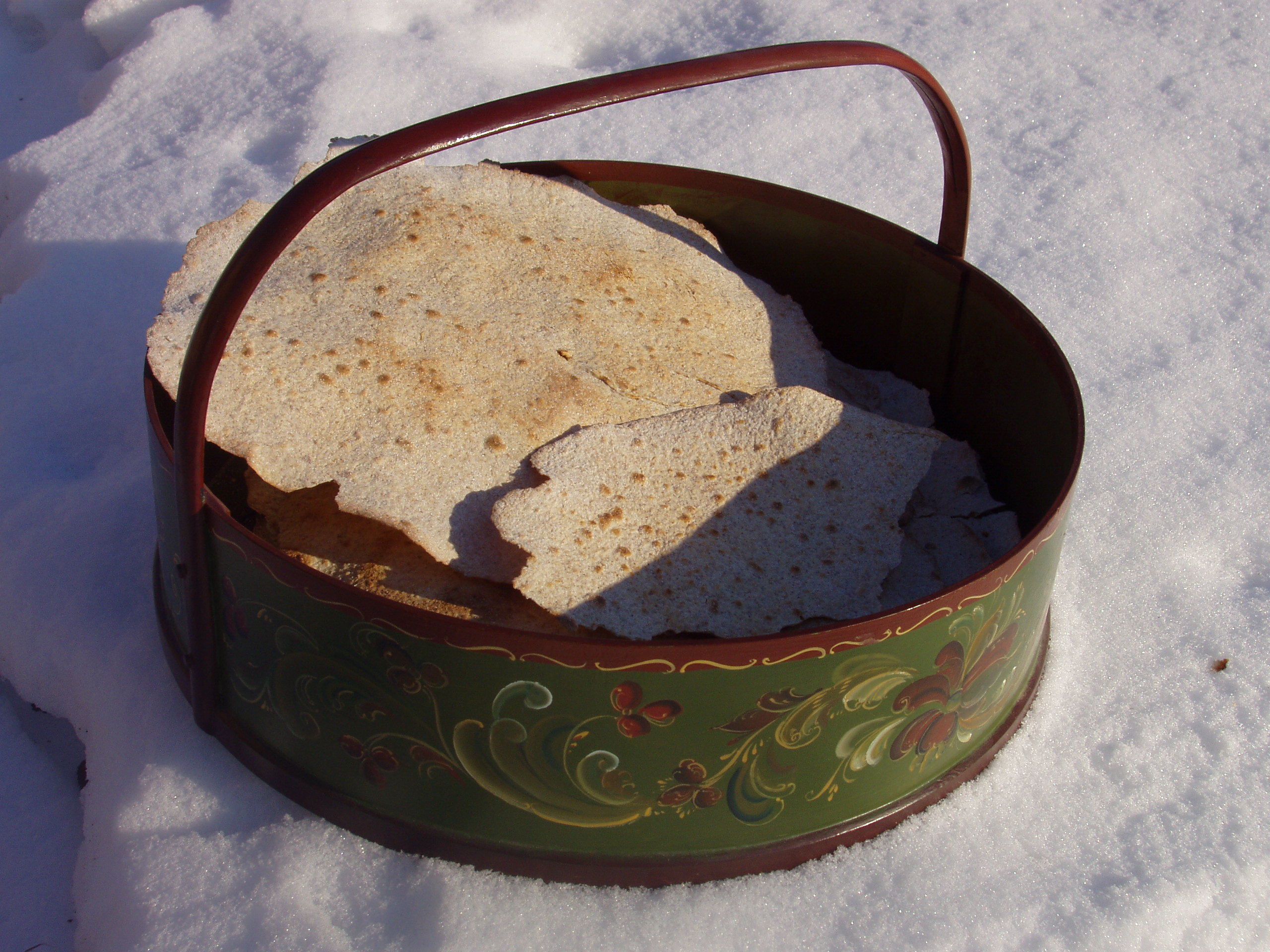
Brotkorb mit Flatbrød
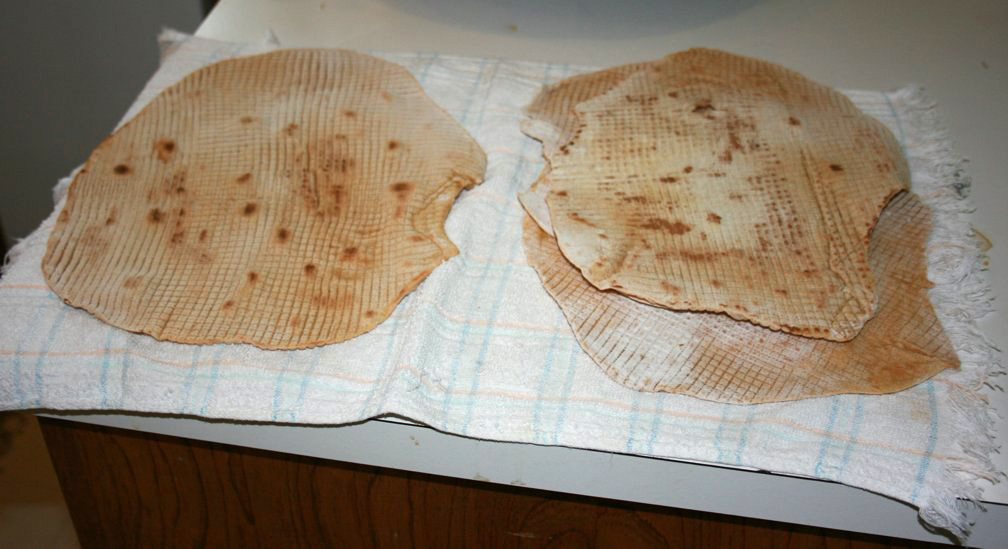
Hardangerlefse
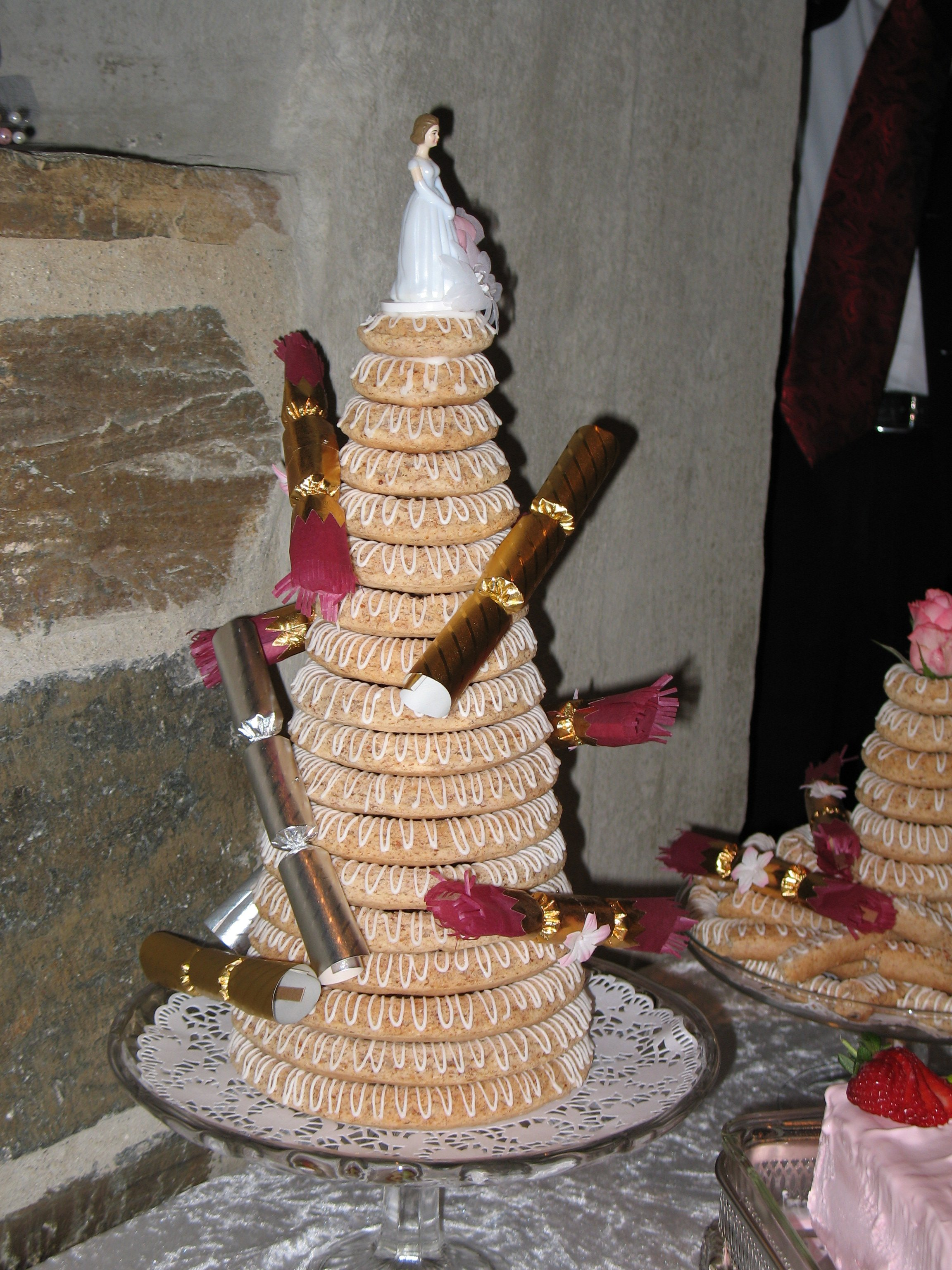
Kransekake
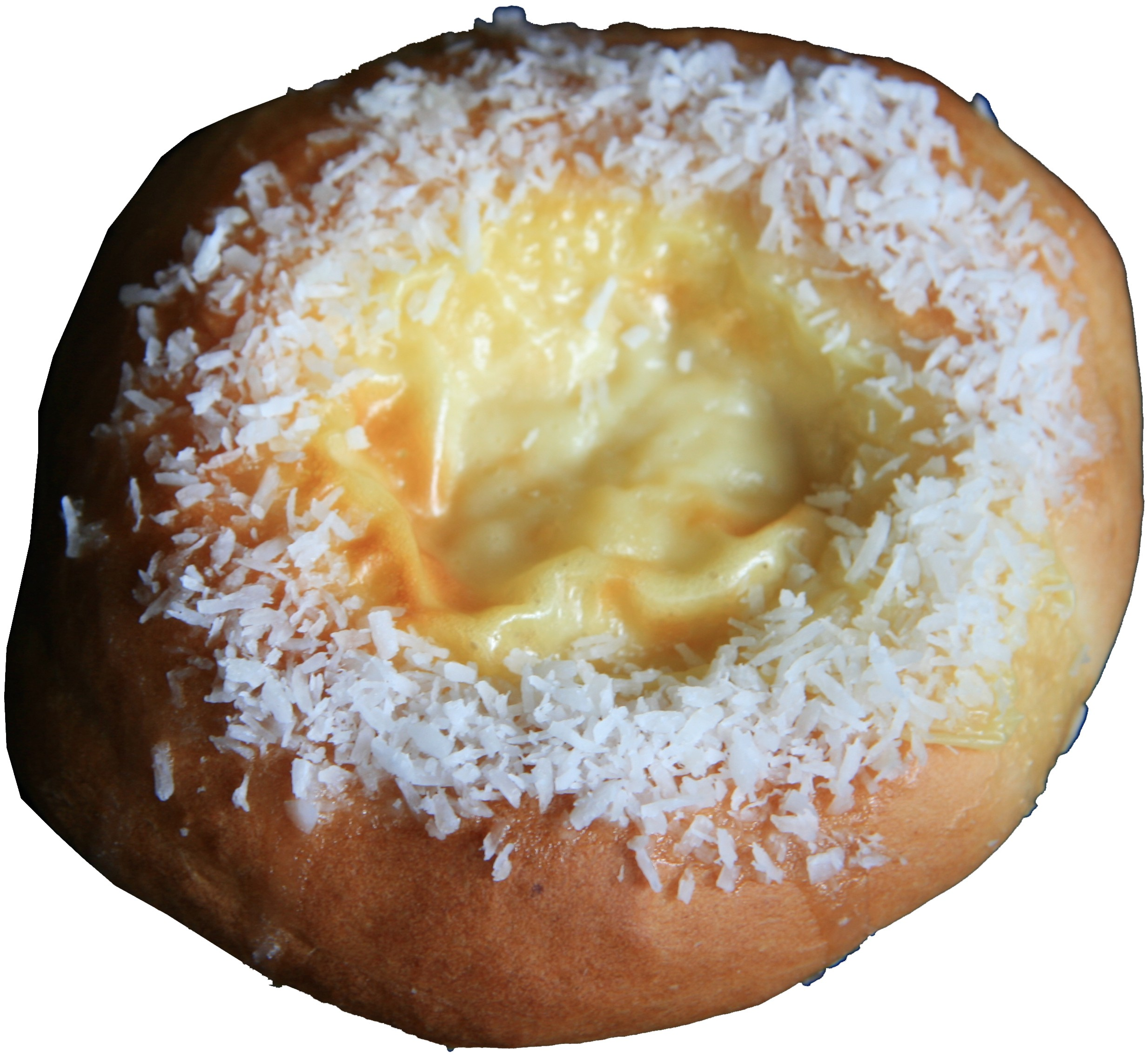
Skolebrød

## Fisch
Eine wichtige Rolle spielt in den Küstenregionen seit jeher der Fischfang.
Heringe waren lange Zeit ein Grundnahrungsmittel und wurden auf vielfältige Weise zubereitet. Die ärmere Bevölkerung aß angeblich teilweise viermal täglich Hering, zu jeder Mahlzeit. Er wurde gesalzen, getrocknet, eingelegt oder fermentiert.
Weit verbreitet wegen seiner Haltbarkeit war klippfisk. Lutefisk ist gewässerter Stockfisch.
Lachs ist der wichtigste Exportartikel Norwegens und ein Beitrag zur gehobenen Küche. Sehr beliebt ist Räucherlachs in verschiedenen Variationen. Gravet laks oder einfach Gravlaks wird eingelegt in eine Beize aus Salz, Pfeffer, Zucker und Dill und wird häufig mit einer Dill-Senfsauce serviert.
Neben Hering spielen auch Kabeljau, Sardinen und Makrelen eine wichtige Rolle und in jüngerer Zeit auch Garnelen. Fiskeboller sind Fischklöße.
Eine besondere Fischspezialität ist Rakfisk aus fermentierter Forelle. Er hat starke Ähnlichkeit mit dem schwedischen Fischgericht Surströmming.

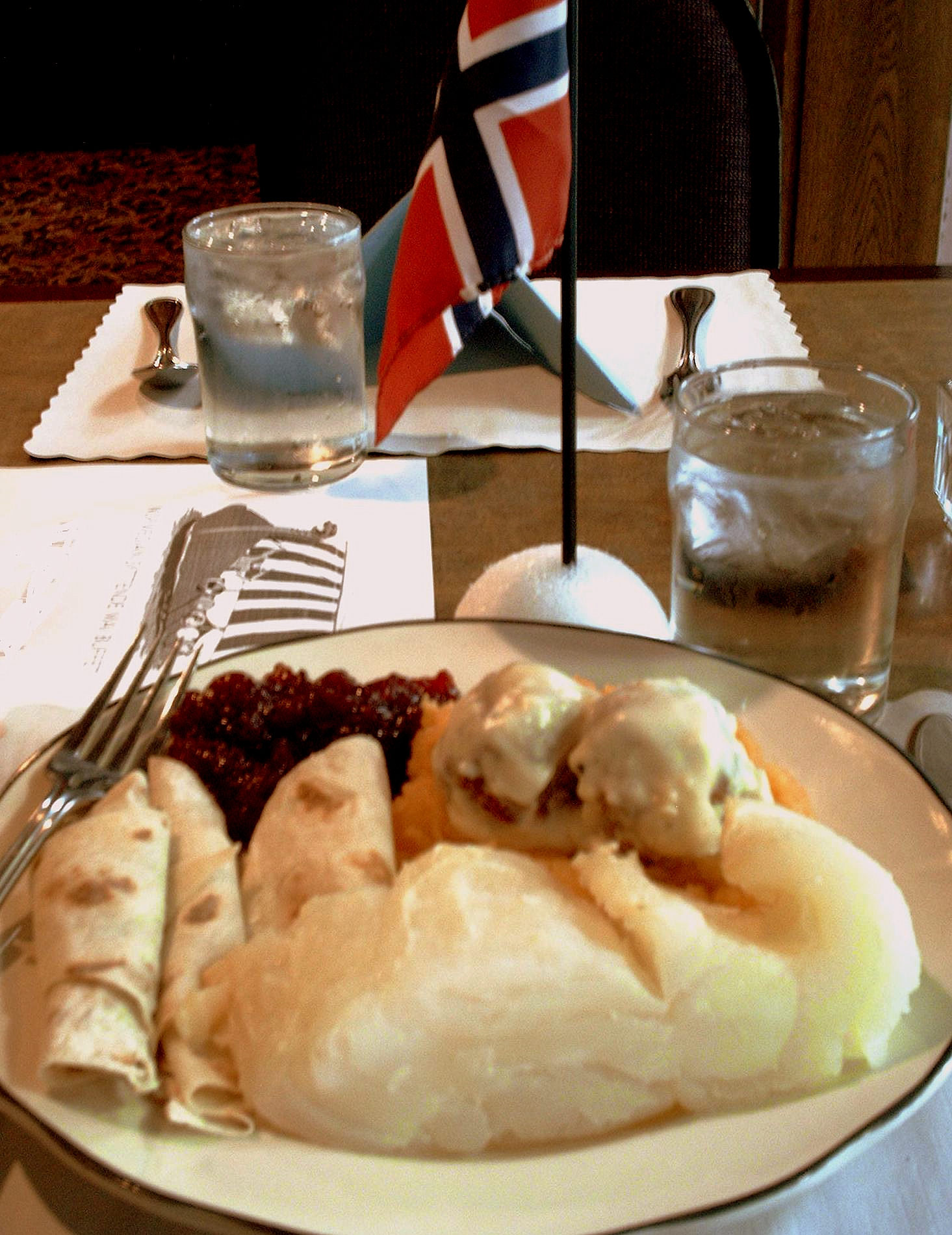
Lutefisk
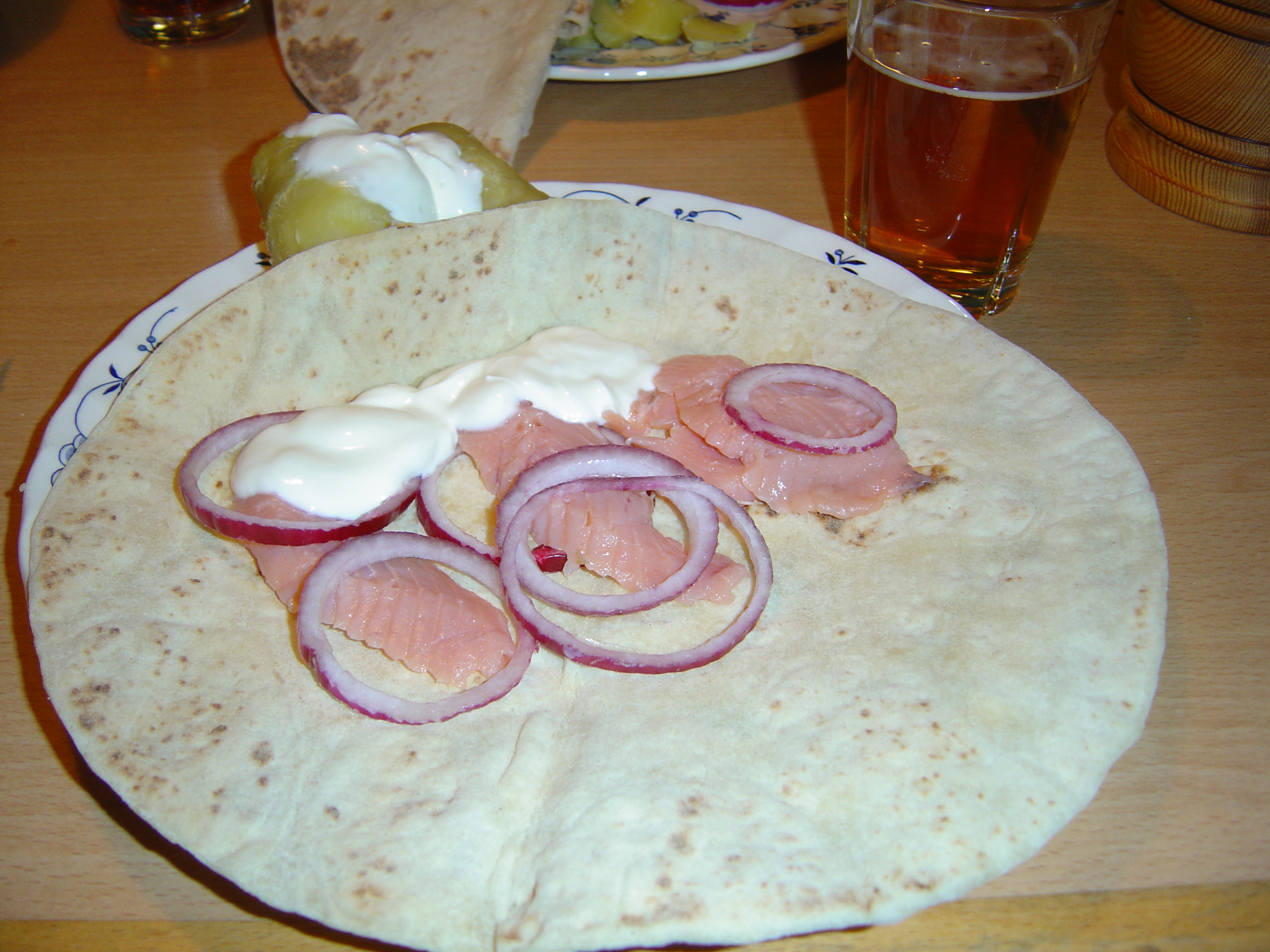
Rakfisk

## Fleisch
Selbst Kleinbauern besaßen früher mindestens eine Kuh; dazu galt es auch abgelegenes oder steiles Weideland auszunutzen, deshalb wurden auch Ziegen und besonders Schafe gehalten.
Als besondere Spezialität gilt fenalår, gepökelte und meistens auch geräucherte Lammkeule. Im Westen des Landes gilt jetzt smalahove, geräucherter Schafskopf, als Delikatesse, wogegen es früher als Arme-Leute-Essen angesehen wurde, welches es z. B. zu Weihnachten nicht mehr im Haus geben sollte. In der gehobenen Küche spielt auch Wild eine Rolle, darunter Elche, Rentiere und Wildgeflügel.
Wildgerichte werden häufig mit dunkler Sahnesoße und Preiselbeermarmelade serviert. Besonders populär sind Kjøttkaker, Fleischklößchen in dunkler Sauce.
Bis ins 20. Jahrhundert hinein diente Walfleisch als preiswerter Ersatz für Rindfleisch. Norwegen betreibt als eins von zwei europäischen Ländern neben Island weiterhin kommerziellen Walfang, wenn auch weniger intensiv als früher.

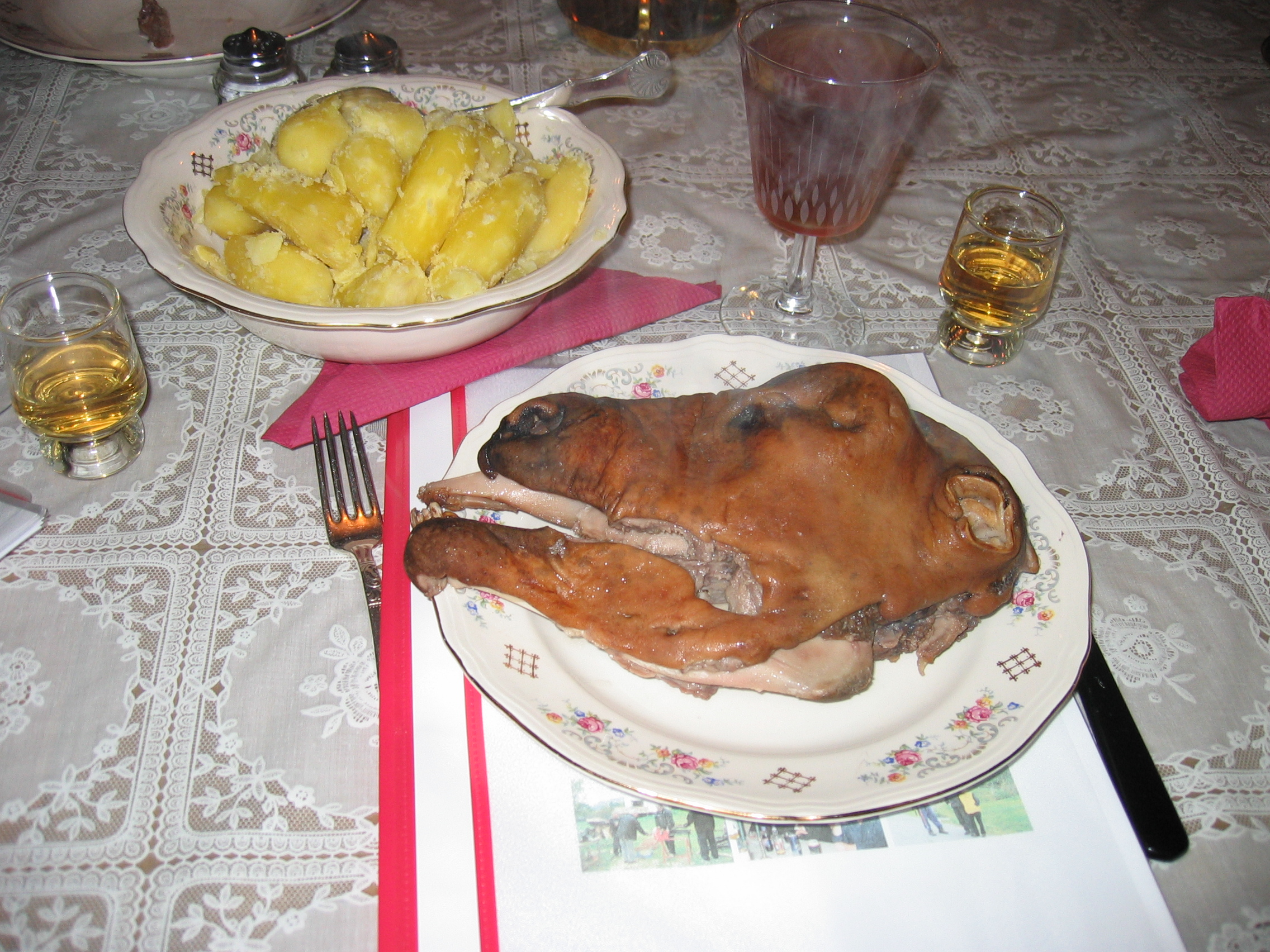
Smalahove (geräucherter Schafskopf)
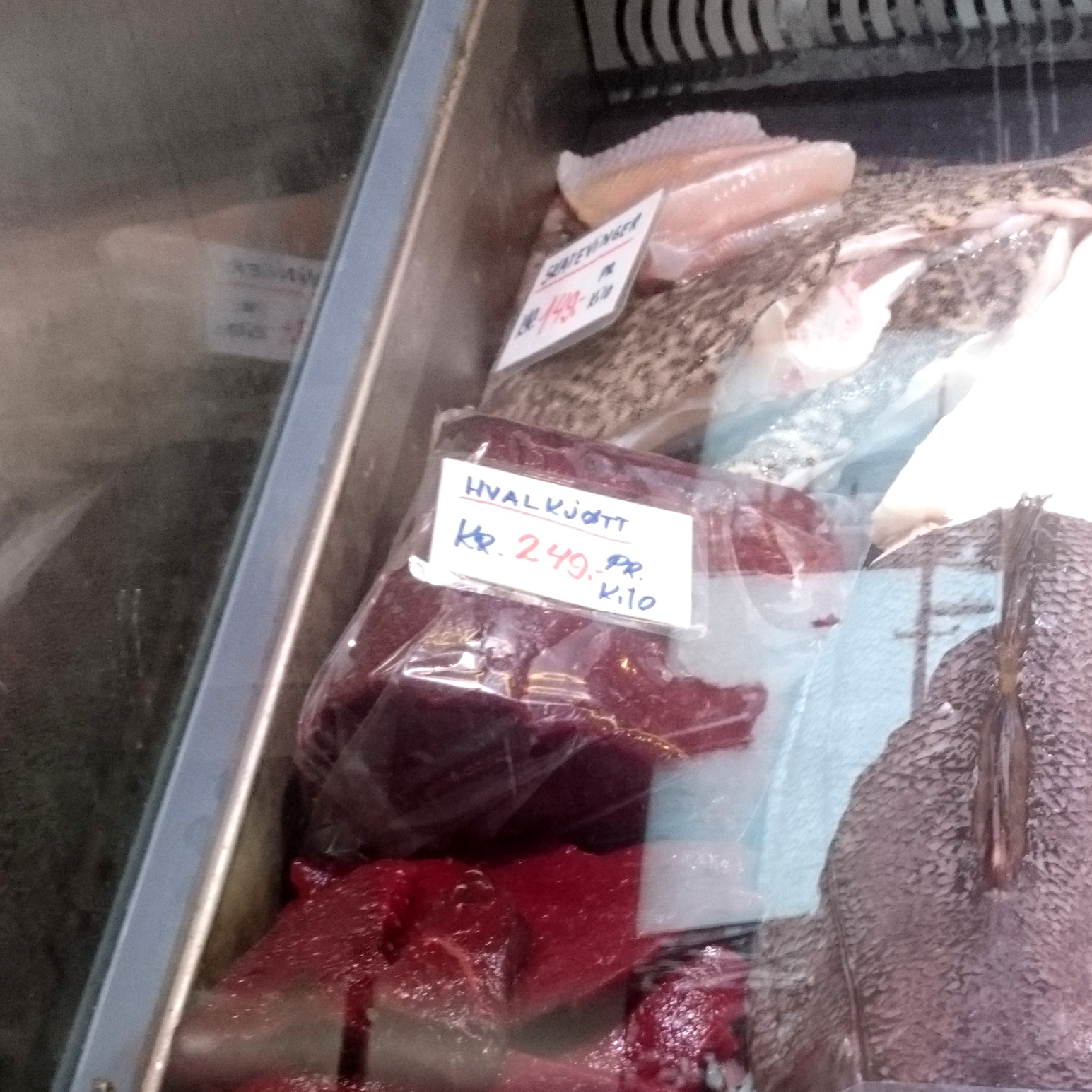
Hvalkjøtt (Walfleisch) in einem Restaurant in Bergen

## Milchprodukte
Butter, Käse und andere Milchprodukte spielen für die norwegische Ernährung nach wie vor eine wichtige Rolle, während Molke heute weniger bedeutend ist. Früher war blande, bestehend aus gesäuerter Molke und Wasser, ein traditionelles Alltagsgetränk der Bevölkerung.
Ende 2011 kam es zur Norwegischen Butterkrise, als aufgrund extremer Butterknappheit die Butterpreise kurzfristig sehr stark anstiegen.
Für die Käseherstellung wurde nach der „alten Art“ meistens Sauermilch verwendet, welches dann den Gammelost (wörtlich übersetzt „alter Käse“, d. h. „Käse nach alter Art“) ergibt: ein brauner Schimmelkäse,.
Pultost ist ein reifer Frischkäse mit strengem Geschmack.
Sehr typisch ist der Braunkäse, ein Molkenkäse, der entweder nur aus Ziegenmolke (Geitost), nur aus Kuhmolke (Fløtemysost) oder Kuh- und Ziegenmolke (Gudbrandsdalsost) hergestellt wird.
Der Jarlsberg, ein halbfester Schnittkäse, ist im Geschmack mild bis nussig.
Der Käsehobel wurde 1925 in Norwegen erfunden.

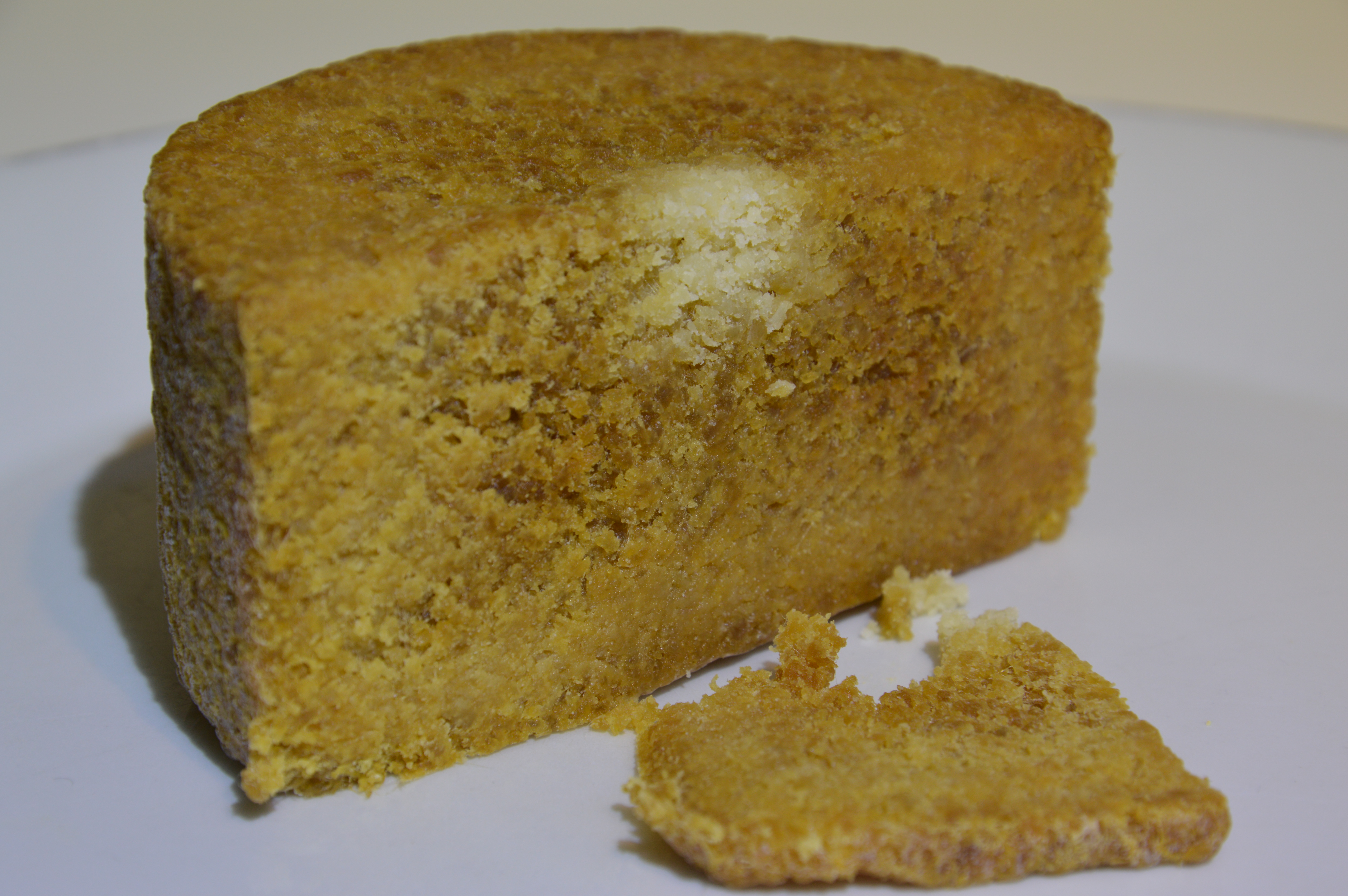
Gamalost aus Vik
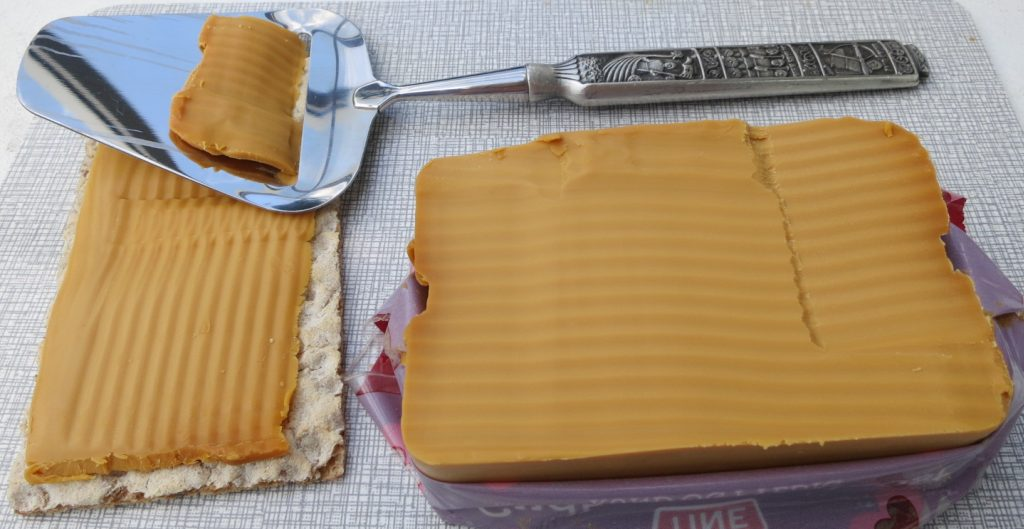
Braunkäse mit Knäckebrot und Käsehobel

## Kartoffeln
Eine regelrechte Ernährungsrevolution bedeutete die Einführung der Kartoffel Mitte des 18. Jahrhunderts. Verwaltungsbeamte und Pfarrer, wie der als „Potetprest“ (Kartoffelpfarrer) bekannte Hans Nielsen Hauge, halfen, Kartoffeln bei der einfachen Bevölkerung bekannt zu machen.
Kartoffeln verdrängten vielerorts den Getreideanbau und entwickelten sich zur Grundlage vieler norwegischer Gerichte. In den 1950er Jahren betrug der pro-Kopf-Verbrauch von Kartoffeln rund 80 Kilogramm. Seitdem ist er ständig gesunken und betrug 2021 nur noch 18 Kilogramm.

## Typische Gerichte
Als typische norwegische Spezialitäten gelten:
- Kjøttkaker (wörtlich Fleischkuchen (Plural)), Frikadellen in brauner Sauce
- Fårikål, Hammelfleisch mit Kohl
- Spekesild, eingelegter Hering
- Pinnekjøtt, gepökelte Lammrippen
- Lutefisk
- Rømmegrøt, ein Brei aus Sauerrahm und Mehl mit Zucker und Zimt oder gepökeltem Lammfleisch

## Getränke
Das beliebteste Getränk in Norwegen ist heute Kaffee, der zu jeder Tageszeit getrunken wird. Der jährliche Pro-Kopf-Konsum beträgt rund 160 Liter.
Bier ist ebenfalls sehr populär und wurde früher von jedem Haushalt selbst gebraut, vor allem als Festgetränk zu Weihnachten; in der vorchristlichen Zeit war das Brauen von „Jule-Bier“ sogar gesetzlich geboten, auf Unterlassung stand Geldstrafe.
Bedeutend ist die Herstellung norwegischen Aquavits (akevitt), der aus Kartoffeln destilliert wird. Bier und Aquavit werden traditionell zu vielen norwegischen Gerichten wie Lutefisk, Fårikål sowie Gepökeltem oder Geräuchertem getrunken. Eine Besonderheit ist die Marke Linie Aquavit, bei der die Spirituose vor dem Verkauf mit Schiffen nach Australien und zurücktransportiert wird, so dass der Alkohol zweimal den Äquator passiert. Diese Prozedur verbessert angeblich den Geschmack.

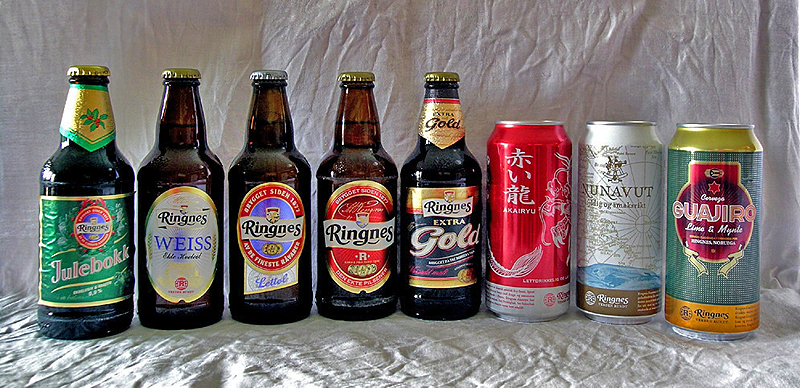
Ringnes-Biere
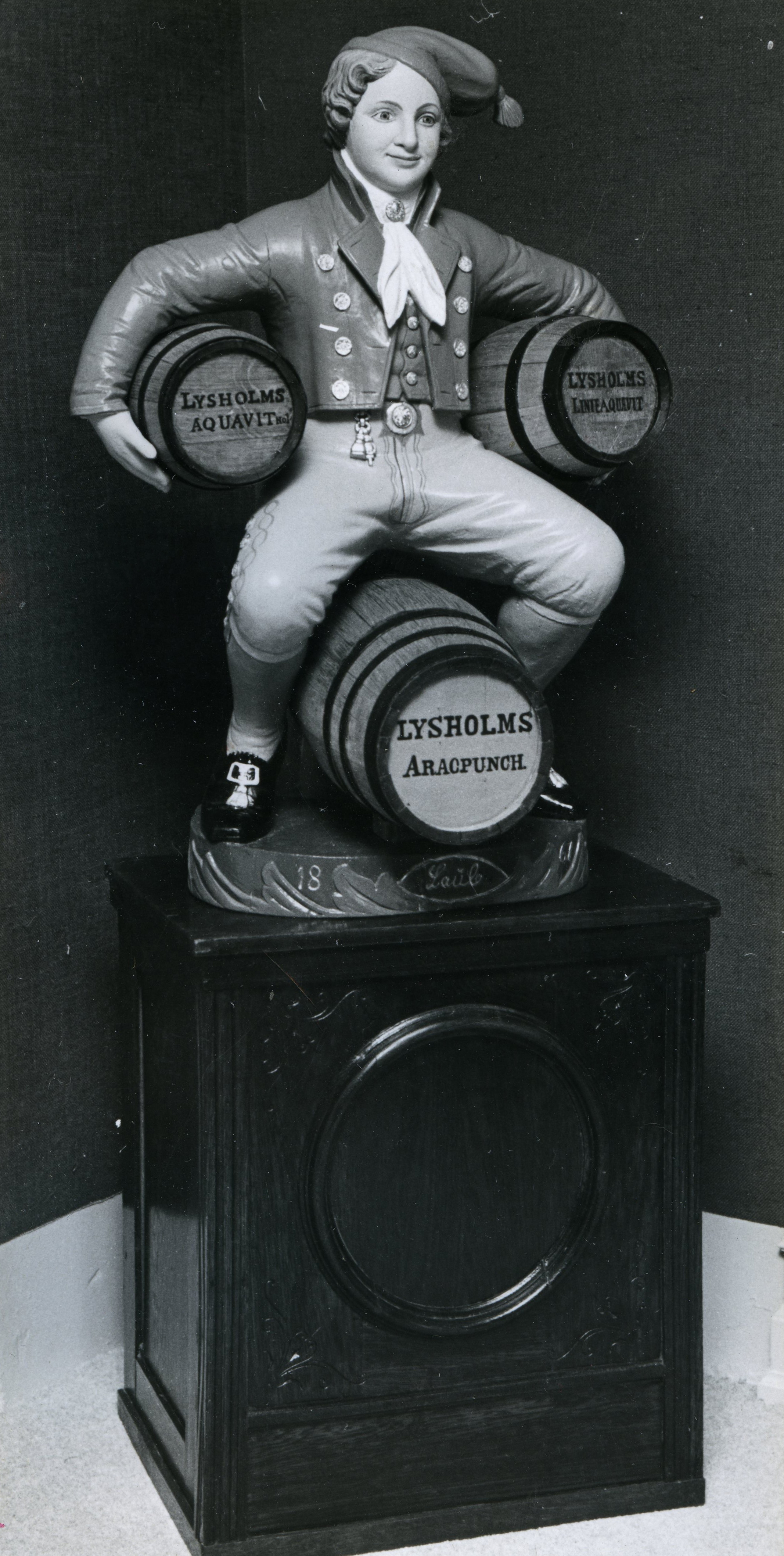
Lysholms Reklamefigur für Aquavit

## Weitere Spezialitäten

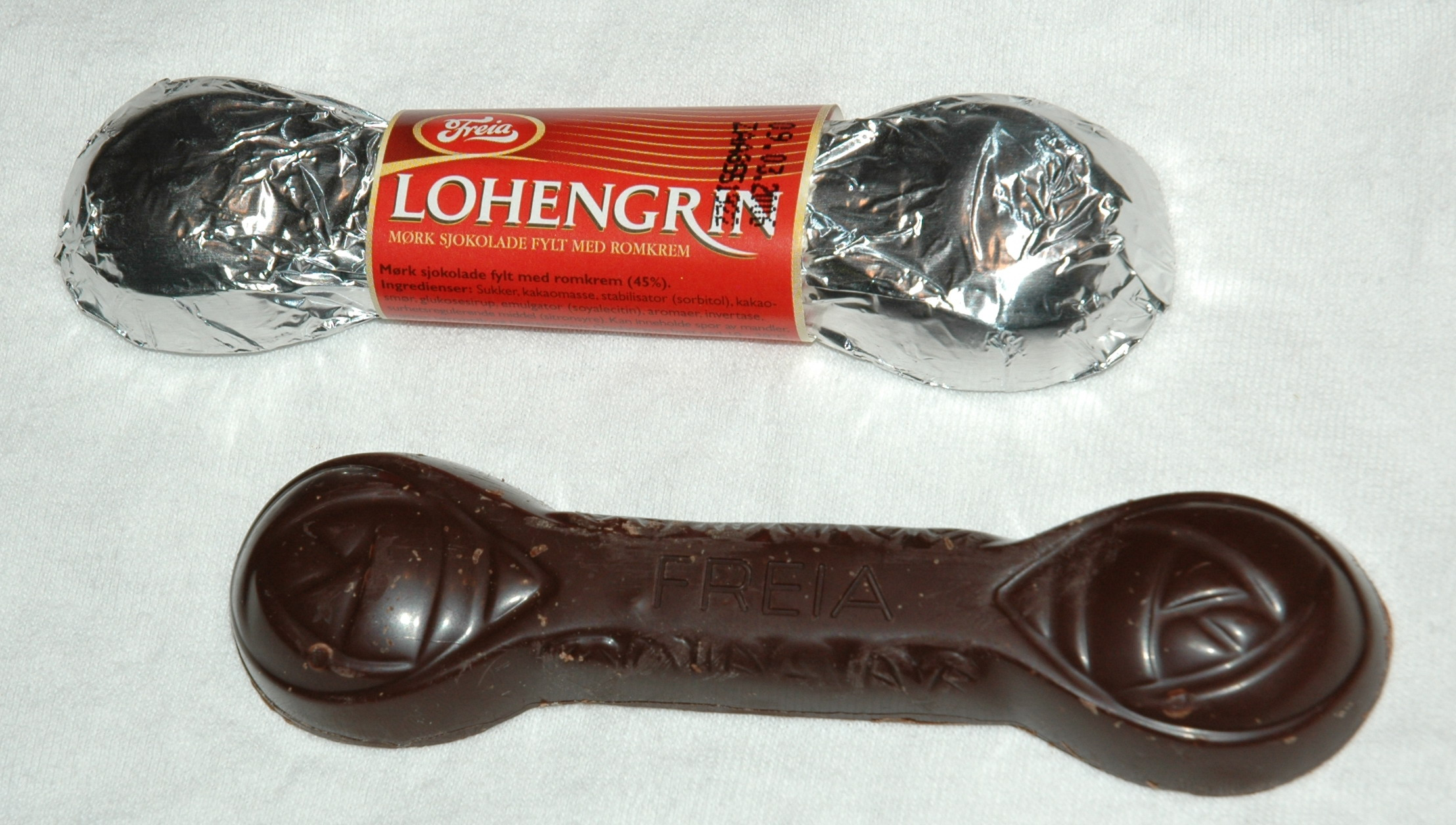
Lohengrin-Schokolade

2009 wurde der Schokoriegel Lohengrin zum nationalen Kulturgut erklärt.